# Need for Speed (película)
Need for Speed (titulada: Need for Speed: La película en Hispanoamérica) es una película de acción y suspenso, dirigida por Scott Waugh y escrita por John Gatins y George Gatins. Fue producida y distribuida por DreamWorks Pictures, Touchstone Pictures y Reliance Entertainment. Es una adaptación de la popular serie de videojuegos de carreras Need for Speed de Electronic Arts. Está protagonizada por Aaron Paul, Rami Malek, Dominic Cooper, Imogen Poots, Scott "Kid Cudi" Mescudi, Dakota Johnson, Michael Keaton y Harrison Gilbertson.
La cinta relata la historia del corredor callejero Tobey Marshall, quien se embarca en una carrera contrarreloj como una forma de vengar la muerte de su amigo a manos de un corredor rival, Dino Brewster.
Need for Speed fue distribuida por Walt Disney Studios Motion Pictures y fue estrenada el 14 de marzo de 2014, en 3D, IMAX 3D y cines convencionales. Después de su lanzamiento, la película recibió críticas generalmente negativas, criticadas por su dirección, aunque algunos elogios por la actuación del estadounidense Aaron Paul. La película recaudó $203 millones en todo el mundo.

## Argumento
Tobey Marshall (Aaron Paul) es un expiloto de carreras, quien actualmente es propietario de un garaje en Mount Kisco, Nueva York, donde él y sus amigos dan servicio y mejoras a autos de alto rendimiento. Luchando para ganarse la vida, él y su equipo, que consiste en el protegido de Tobey, Pete Coleman (Harrison Gilbertson), el piloto de reconocimiento aéreo Benny "The Maverick" Jackson (Scott "Kid Cudi" Mescudi), el mecánico Joe Peck (Ramón Rodríguez), y el genio de la informática Finn (Rami Malek), compiten en las noches utilizando sus coches clásicos modificados junto con Jimmy Macintosh (Jalil Jay Lynch) y otros dos corredores.
Después de una reunión de carreras locales, Dino Brewster (Dominic Cooper), rival de la infancia de Tobey y novio de la hermana de Pete (exnovia de Tobey) Anita Coleman (Dakota Johnson), llega a su garaje con una oferta para completar la construcción del último 2013 Ford Mustang Shelby GT500 trabajado por el mismo Carroll Shelby. Dino quiere que Tobey y su equipo terminen el proyecto a cambio del 25% del precio de venta estimado del vehículo en $3,000,000. Tobey acepta debido a los problemas con las hipotecas de su garaje. Antes de retirarse, Dino le responde: "Olvidémonos del pasado, Tobey, vine a hacer las paces y dinero".
A la mañana del día siguiente, reciben el motor del Shelby Mustang para poder construirlo durante varias horas de día. En la fiesta de subasta para el Shelby Mustang ya terminado, Tobey y Pete se encuentran con Julia Maddon (Imogen Poots), una corredora de coches inglesa que trata el precio de $3,000,000, les pregunta si el coche puede conseguir la velocidad cerca de 230 mph (370 Km/h). Dino cree que el coche sólo es capaz de alcanzar 180 Mph, así que Tobey conduce el coche a la mañana siguiente en una pista cercana, contra las objeciones de Dino, y alcanza 234 mph (377 Km/h), lo que le pide Julia para comprarlo por $2,700,000. Enfurecido por la humillación de Tobey y por los comentarios de Pete de que Tobey es el mejor conductor, Dino desafía a Tobey y Pete a una carrera con dos 2013 Koenigsegg Agera R (uno rojo y uno blanco) de su tío, y un 2011 Koenigsegg Agera, ilegales en los Estados Unidos debido a sus potentes motores. La carrera va desde la mansión de su tío a un puente sobre la carretera interestatal 684. Si Tobey gana, recibe el 75% de Dino de la oferta del Shelby Mustang; si pierde, él renuncia a su 25%.
Mientras que compiten con los Agera en la carretera, Tobey toma la delantera con Pete detrás de él bloqueando a Dino. Al llegar a un puente, Dino golpea y empuja el coche de Pete, causando que vuele por el aire, se vuelque y luego explote al saltar la barandilla del puente hasta el río, matando a Pete y haciendo que Tobey perdiera la apuesta de Dino. Tobey trata de salvar a Pete, pero es inútil, y llora horrorizado al ver el auto incendiándose. Dino, luego de huir, culpa a Tobey ocultando su propio coche y presenta cargos de que Tobey y Pete robaron sus "dos Ageras", enviando a Tobey a prisión por el robo de vehículos y homicidio involuntario.
Dos años más tarde, Tobey es puesto en libertad condicional y se dispone a vengar la muerte de Pete. Él y Benny vuelven al garaje, ahora cerrado por las autoridades locales. Se pone en contacto con el propietario del Shelby Mustang, convenciéndole de que les preste el coche para competir -aunque el propietario estipula que Julia lo acompañe a lo largo del viaje-. El equipo se dispone a entrar en la "De León", en donde el ganador se lo lleva todo, carrera organizada y transmitida en vivo en línea por Monarch (Michael Keaton), un entusiasta de carreras anónimo que creó la carrera, con el gran premio de que el ganador se lleva todos los autos de sus contrincantes.
El equipo cuenta con menos de dos días para llegar a San Francisco para el inicio de la carrera. Se ponen en contacto con Joe, quien se une a ellos con su camioneta 2011 Ford F-450 modificado, mientras que Benny pilotea un Cessna 182 Skylane como apoyo aéreo. Al inicio del viaje, Benny llama por la línea de comunicación del Mustang, ofreciendo a Tobey unas maniobras de manejo (basadas en Ken Block, el ícono de estilo en el videojuego Need for Speed) para hacer que Julia se bajara del Shelby Mustang, pero ella se rehúsa.
La primera estación del viaje es Detroit, donde Finn ahora trabaja en un puesto de oficina. Joe llama a Finn en una hora de su oficina diciéndole que se dirigiera hacia la ventana, para ver que Tobey llamara la atención a todos los policías participando en una persecución a alta velocidad (basadas en Morohoshi-san, el ícono de forajido en el videojuego Need for Speed). Al enterarse, Finn responde: "El auto está suelto"; Joe le responde que si Tobey corre en la De León con el auto en esas condiciones, no la terminaría y le ordena que salga de la oficina. Al salir de la oficina, Finn se desnuda frente a todos los oficinistas provocando asombro y vergüenza y besando adrede a una de sus compañeras de trabajo, demostrando que ya no quiere volver a trabajar. En su encuentro con Joe, responde: "¿Y la Bestia?" (refiriéndose el apodo de su camioneta), Joe, sorprendido mediante la situación dice: "¿Estás loco? ¿Y tu ropa?", Finn dice en tono de bromista: "¿Me extrañabas?" y lo empuja haciendo que saliera de la planta baja de la oficina. Tobey contacta con ellos diciendo que están muy atrasados al llegar a San Francisco. Saliendo de la oficina, Joe le responde a Finn que no quiere que use su ropa interior. En plena persecución, Benny aparece en un helicóptero que robó de la estación de noticias WNKW. Benny se distrae en medio de una noticia, observando a las deportistas lo que provoca al productor de noticias demasiada vergüenza para que él pasara a comerciales. Tobey le dice a Benny cuando se distrajo: "Oye, Farsante Uno (refiriéndose al apodo de ser mentiroso), ojos en el camino" y lo salva de estrellarse contra un puente; Benny vuelve al verlo y empieza a grabar imágenes en vivo de la persecución. Al llegar a un puente, Tobey y Julia saltan escapando de la policía. Gracias a las imágenes en vídeo de la persecución y el razonamiento de Julia sobre la inocencia de Tobey estando en una llamada al aire en el programa de Monarch, se las arreglan para conseguir una adecuada invitación de Monarch para correr en la De León. Dino, informado del plan de Tobey, intenta ofrecer su exclusivo 2011 Lamborghini Sesto Elemento a cualquiera que pueda impedir que Tobey entre en la carrera, y carga las imágenes del Sesto Elemento y el Shelby Mustang al sitio del Monarch para que los interesados sepan lo que están buscando.
Para ahorrar tiempo, abastecen de combustible al Shelby Mustang mientras conducen a gran velocidad en la autopista, sin detenerse. Después, cambian regularmente a las carreteras a llegar a Nebraska para evitar encontrarse a la policía de Nebraska, de la cual escapan llegando finalmente a Utah. Mientras que Julia está conduciendo el Shelby Mustang y Tobey durmiendo, son acorralados y obligados a salirse de la carretera por un grupo de conductores en vehículos todoterreno que están detrás de ellos para ganar el premio que ofreció Dino. Ellos son perseguidos en el desierto por los mercenarios, pero Benny aparece en un helicóptero Sikorsky SH-3 Sea King que le robó a la Guardia Nacional y remolca en medio del aire el Shelby Mustang a las salinas de Bonneville, donde Joe y Finn les esperan. Benny es arrestado más tarde por los militares por el robo del helicóptero.
Tobey y Julia llegan a San Francisco a tiempo para inscribirse para la carrera. Tobey llega a un restaurante en donde debe inscribirse, pero se encuentra con Dino. Tobey le reclama que no volvió para rescatar a Pete; pero Dino lo niega diciendo que nunca estuvo ahí, lo que hace enojar a Tobey frente a todos. Dino no quiere que la pelea sea en público y Tobey, antes de retirarse le dice: "Arreglaremos esto detrás del volante". Saliendo Tobey del restaurante, Julia intenta reservar un hotel para poder descansar, comer y dormir, pero no contaron de que al salir, la mano derecha de Dino, intenta asesinar a los dos embistiendo al Shelby Mustang con un camión de remolque, destruyéndolo y mandando al hospital a Julia. En el hospital, está Finn afuera de la habitación donde está Julia, Tobey entra y Julia le dice que lo haga por Pete y se besan. Mientras tanto, antes de que Tobey y Julia llegaran a San Francisco, Anita ha tomado conocimiento de los planes de Dino después de escuchar la apuesta que incluye al Sesto Elemento. Ella busca en su computadora y descubre la existencia del tercer Agera R, ahora guardado en un almacén de San Francisco. Luego del accidente, Anita llama a Tobey y éste confirma que ahora sabe que Dino mintió a la policía y él es responsable por la muerte de su hermano y le da a Tobey la ubicación y código de acceso para el almacén donde está el Agera R y tomar posesión del auto. Ella también da a Tobey su anillo de compromiso, pidiéndole que le dijera a Dino que está terminando su relación por el asesinato de su hermano.
A la mañana siguiente, Tobey llega a la posición de inicio en la autopista de la Costa del Pacífico, en Medocino junto con los otros competidores, Johnny V (Paul Dallenbach) en un 2012 Spania GTA Spano, The Gooch (Tony Brakohiapa) en un 2004 Saleen S7 Twin Turbo, English Paul (Rick Rutherford) en un 2010 Bugatti Veyron 16.4 Super Sport, y Texas Mike (Brent Fletcher) en su 2012 McLaren P1. La llegada de Tobey sorprende a Dino, que se halla inscrito con su Sesto Elemento. Tobey regresa el anillo de Anita, mientras que las transmisiones de Monarch dan a conocer que el testimonio de Julia pudiera ser correcto, ya que el tercer Agera R es la evidencia de la participación de Dino en la muerte de Pete.
En la primera parte de la carrera, Tobey se las arregla para subir del sexto al cuarto lugar. Pronto, un helicóptero de guardacostas de California, que forma parte de un barrido para encontrar la carrera que se está transmitiendo en vivo, avisa y dirige a las unidades de tierra en su persecución (similar al Hot Pursuit de los videojuegos Need for Speed: Hot Pursuit y Need for Speed: Rivals). El Saleen se sale de la carretera y se estrella contra varios coches de policía. Un coche de policía transitando en sentido contrario salta sobre una grúa, explota y se estrella contra el Spano. Otro policía estrella su patrulla contra el Bugatti, dejando sólo a Tobey, Dino y Texas Mike en la carrera.
Luego Dino, corriendo en el último lugar, está desesperado por ganar y quiere matar a Tobey. Él hace la maniobra que utilizó contra Pete, causando que el McLaren gire y se accidente. Tobey saca ventaja de esto y adelanta a Dino, pero más adelante deja que Dino lo rebase. Intenta golpear a Dino por detrás en venganza por la muerte de Pete, pero no puede y clama a Pete por ayuda; acto seguido, logra rebasar a Dino, quien se enfurece. Luego éste intenta la maniobra que usó contra Pete; en Tobey, pero él se ha anticipado y frena inmediatamente, provocando que Dino se estrelle volcando su Sesto Elemento. Monarch y los amigos de Tobey se llenan de júbilo al ver que Tobey es el único piloto restante en la carrera, pero a sólo unos cientos de metros de la meta con ningún policía siguiéndolo, se devuelve para salvar a Dino de su inminente muerte en llamas, ante el asombro de todos. Tobey salva a Dino pero lo golpea como venganza por la muerte de Pete. Tobey se marcha y llega a la línea de meta justo cuando llegan varios coches de policía para capturarlo.
Con la pieza que falta de evidencia encontrada, Dino es arrestado por matar a Pete. Tobey se confirma inocente del robo de automóviles y cargos de homicidio involuntario, aunque es condenado a seis meses de prisión por las carreras callejeras ilegales. A su salida está siendo esperado por Julia, allí ambos se reencuentran y se marchan en un nuevo 2015 Ford Mustang GT. Joe y Finn se contactan con ellos diciendo que tienen que volver a Utah para recoger a Benny de la prisión, ya que Benny va a ser liberado rápidamente por buen comportamiento desde que empezó un programa de acondicionamiento físico para el resto de los internos. Tobey toma el asiento del conductor y junto con Julia, arranca y conduce hacia el horizonte.
Después en una escena pos-créditos se ve a Benny haciendo baile y ejercicio con los internos.

## Reparto
- Aaron Paul es Tobey Marshall, un mecánico de cuello azul y expiloto de carreras experto de Mount Kisco, Nueva York, que está incriminado por un delito federal que no cometió.
- Imogen Poots es Julia Maddon, una experta corredora de autos británica que se convierte en el interés amoroso de Tobey M..
- Dominic Cooper es Dino Brewster, un ex corredor que saltó a las ligas mayores en las 500 Millas de Indianápolis y el feroz rival de Tobey, quien lo incriminó tras haber matado a su amigo Pete en medio de una carrera.
- Ramón Rodríguez es Joe Peck, miembro del equipo de Tobey y el mecánico profesional de la tripulación.
- Scott Mescudi es Benny "The Maverick" Jackson, miembro de la tripulación de Tobey. Es piloto, capaz de volar pequeños aviones y helicópteros, y a menudo se le llama "Farsante Uno" porque los miembros de la tripulación no creen que pueda volar un helicóptero militar, lo que luego lo demuestra. Es dueño de un Cessna 182 Skylane.
- Rami Malek es Finn, miembro de la tripulación de Tobey. Se desempeña como experto en computadoras de la tripulación, monitoreando cámaras para registrar carreras.
- Michael Keaton es Monarch, un anfitrión solitario y excéntrico de una competencia de carreras "clandestina" de superautos deportivos, De Leon. Opera desde un faro en una pequeña granja donde vive.
- Nick Chinlund es Oficial Lejeune.
- Harrison Gilbertson es Pete Coleman, el difunto hermano menor de Anita y el protegido y amigo de Tobey. Fue asesinado por Dino para hacer que Tobey perdiera la carrera y también para incriminarlo.
- Dakota Johnson es Anita Coleman, la hermana mayor de Pete, exnovia de Tobey y prometida de Dino. Ella termina su compromiso con Dino tras darse cuenta de la llamada de Julia que defendió a Tobey y de la evidencia del tercer Agera R que Dino conducía cuando mató a su hermano.
- Rick Rutherford es English Paul.
- Tony Brakohiapa es The Gooch.
- Brent Fletcher es Texas Mike.
- Paul Dallenbach es Johnny V.
- E. Roger Mitchell es Detective #1.
- Antoni Corone es Detective #2.
- Charles Black es Padre en funeral.
- Han Soto es Productor de noticias.
- John Gatins es Piloto de la Fuerza Aérea.
- Jalil Jay Lynch es Jimmy Macintosh.

## Producción

### Desarrollo
EA decidió trabajar con DreamWorks Studios para crear una versión de la película de Need for Speed con una fecha de lanzamiento fijada originalmente para el 7 de febrero de 2014, pero se cambió al 14 de marzo de 2014. Brothers George (Real Steel) y John Gatins (Coach Carter) escribieron una historia original de la película que no se basa en ningún juego individual. Scott Waugh (Act of Valor) es el encargado de dirigir la película, y su producción fue a principios de 2013. La filmación comenzó en toda Georgia y Alabama en la primavera de 2013. El rodaje se trasladó a Detroit, Míchigan, en junio de 2013.

### Diferencias con los videojuegos de la saga Need for Speed
- Las escenas de la carrera de la "De León" mezcladas con persecuciones policiales son similares a los Hot Pursuit de los videojuegos Need for Speed: Hot Pursuit y Need for Speed: Rivals.
- La escena en que Benny le enseña a Tobey las maniobras de drifting son similares a las del difunto Ken Block, el ícono de estilo en el videojuego Need for Speed.
- La ruta del viaje de Nueva York a San Francisco es una versión inversa a la del videojuego Need for Speed: The Run.
- La escena de la persecución entre Tobey y Julia, siendo perseguidos por los secuaces de Dino en el cañón de Utah, es similar a la persecución de Jack Rourke siendo perseguido por la mafia en el videojuego Need for Speed: The Run.

## Automóviles
Una de las partes más atractivas de la película fue mostrar los coches desde los autos de alto desempeño hasta los hiperautos más potentes y más avanzados que existen a la venta basados en los videojuegos de la saga Need for Speed. Cada protagonista tenía un coche propio personalmente. 
- 2013 Koenigsegg Agera R (rojo) de Dino Brewster y Tobey Marshall.
- 2013 Koenigsegg Agera R (blanco) de Pete Coleman.
- 2011 Koenigsegg Agera de Tobey Marshall.
- 2012 McLaren P1 de Texas Mike.
- 2010 Bugatti Veyron 16.4 Super Sport de English Paul.
- 2011 Lamborghini Sesto Elemento de Dino Brewster.
- 2004 Saleen S7 Twin Turbo de The Gooch.
- 2012 Spania GTA Spano de Johnny V.
- 2013 Audi R8 5.2 FSI Quattro de Dino Brewster (cameo).
- 2006 Aston Martin DB9 de Dino Brewster (cameo).
- 2006 Ford GT de Dino Brewster (cameo).
- 2011 Lamborghini Gallardo LP 550-2 Valentino Balboni de Dino Brewster (cameo).
- 2006 Porsche Cayman S de Dino Brewster (cameo).
- 2009 Mercedes-Benz SLR McLaren Roadster de Dino Brewster y Anita Coleman.
- 2015 Ford Mustang GT de Tobey Marshall y Julia Maddon.
- 2013 Ford Mustang Shelby GT500 de Tobey Marshall y Julia Maddon.
- 2011 Ford F-450 de Joe Peck y Finn.
- 2004 Chevrolet Silverado Z71 de Chevrolet Driver Car.
- 2008 Hummer H2 de Hummer Driver Car.
- 1968 Chevrolet Camaro SS de Pete Coleman.
- 1967 Pontiac GTO de Jimmy Macintosh.
- 1969 Ford Gran Torino de Tobey Marshall.

## Secuela cancelada
Electronic Arts anunció a fines de noviembre una secuela para Need for Speed, la cual se desarrollaría en China.
Debido a los problemas de guion y presupuesto las secuelas de Need for Speed quedaron canceladas definitivamente hasta que vuelvan hacer un "Reboot" o que alguna productora este interesada en filmar la segunda parte. Sin embargo, a partir de 2022, la secuela no ha progresado, por lo que es más probable que haya sido cancelada.